# Last Dance with Mary Jane
«Last Dance with Mary Jane» (с англ. — «Последний танец с Мэри Джейн») — песня американского рэпера Snoop Dogg, выпущенная 13 декабря 2024 года из его двадцатого студийного альбома Missionary (2024). В песне использованы сэмплы песни «Mary Jane’s Last Dance» (Последний танец Мэри Джейн) группы Tom Petty and the Heartbreakers, а также вокал Тома Петти из этой песни и американского певца Jelly Roll. Продюсерами песни выступили Доктор Дре и ICU.
Премьера официального музыкального видео состоялась 20 апреля 2025 года.

## История
В 2017 году Том Петти снялся в документальном телесериале Не склонившие головы, в котором сказал: «Я скажу вам, что в тот день, когда Доктор Дре сделает версию „Mary Jane’s Last Dance“, у него будет большой хит. Эта песня просто ждёт взрыва, но для этого нужен кто-то вроде Дре».
В интервью Bootleg Kev Снуп Догг заявил, что он и Dr. Dre придумали концепцию, ритм, хук и свой куплет. Он подготовил второй куплет, но Дре захотел взять другого исполнителя. Они начали рассматривать несколько кантри-артистов и в итоге обратились к Джелли Роллу. Дре хотел отправить ему трек, но Джелли Ролл встретился с ними лично и записал свой куплет в отсутствие Снуп Догга.
26 ноября 2024 года Снуп Догг неожиданно появился на концерте Джелли Ролла в Нашвилле, штат Теннесси, и они исполнили песню.

## Композиция и текст песни
В центре «Last Dance with Mary Jane» — любовь Снуп Догга к курению марихуаны. Инструментальная часть состоит из акустической гитары. В припеве использованы вокал Тома Петти и партия губной гармошки из песни «Mary Jane’s Last Dance», где он поёт «Last dance with Mary Jane, one more time to kill the pain» и «I feel summer creeping in and I’m tired of this town again». Кроме того, песня открывается словами Петти «keep movin' on» из сэмплированной песни. Лирически Снуп Догг размышляет о своей истории с марихуаной, которую он олицетворяет как свою возлюбленную, читая рэп о том, что впервые закурил её, когда ему было около пяти лет, и «Это была любовь с первого света, влюбился в первую ночь / Мой дядя сказал мне: „Не торопись, это может быть твоя первая влюблённость“». Он вспоминает, как курил травку в 17 лет, чтобы справиться со своей неспокойной жизнью, в которой «служил извергам» и сидел в тюрьме. Снуп также утверждает: «Я с ней сумки переворачивал, / Прогуливал с ней уроки». Джелли Ролл исполняет второй куплет, в котором поёт о том, что нужно отказаться от марихуаны, так как она принесла ему одни проблемы, а также использует метафоры в отношении наркотика.

## Отзывы
Том Брейхан из Stereogum отметил: «Перевёртывание „Mary Jane’s Last Dance“ довольно очевидно, но оно работает достаточно хорошо, и Jelly Roll отлично исполняет свой куплет. Однако я бы хотел, чтобы Дре не накладывал фильтры на голос Тома Петти». Фред Томас из AllMusic описал песню как «просто банальную, пока Джелли Ролл не вступает с перепетым, слишком затронутым и совершенно ненужным вокалом». Уилл Дьюкс из Rolling Stone написал: «Корявая „Last Dance with Mary Jane“ с участием Джелли Ролла и тоскливо переданным сэмплом заглавной классической песни Тома Петти — это великолепное и уютное свободное падение по полосе памяти. Гитара здесь блестит поздним урожаем, отчётливо компенсируясь роудхаусным топотом, который подчёркивает пронзительные воспоминания Снупа». Арон А. из HotNewHipHop заявил: «Хотя „Last Dance with Mary Jane“ имеет потенциал как гимн 4:20, Джелли Ролл больше подходит для христианской ниши TikTok».

## Музыкальное видео
Премьера официального музыкального видео состоялась 20 апреля 2025 года. Режиссёром клипа выступил Дэйв Мейерс, а анимация выполнена компанией Temple Caché. После визита к врачу (в роли доктора Доктор Дре), который показывает ему сравнение здорового лёгкого с его собственным и предупреждает, что он должен бросить курить траву, Снуп Догг решает выкурить её в последний раз. Он перемещается по галлюциногенным визуальным образам, показывающим его прошлое и воображаемое будущее, как с живыми, так и с анимационными элементами. Он переносится в битву среди гигантских растений марихуаны и «уживается с мамонтовой почкой марихуаны», а анимационная версия Джелли Ролла появляется в тюремном дворе, из которого он вырывается. В клипе присутствуют анимированные изображения Тома Петти, который играет на струнах и поёт вместе со Снуп Доггом, а также Тупак Шакур (2Pac) (которого Снуп встречает в загробном мире), Боба Марли, Redman, Method Man, B-Real и Уиз Халифу.

## Чарты
| Чарт (2024)           | Высшая позиция |
| --------------------- | -------------- |
| Новая Зеландия (RMNZ) | 9              |